# Breddenberg
Breddenberg is een gemeente in de Duitse deelstaat Nedersaksen. De gemeente maakt deel uit van de Samtgemeinde Nordhümmling (zie aldaar voor meer informatie) in de Landkreis Emsland.
Breddenberg telt 813 inwoners.
Ten oosten van dit langgerekte wegdorp loopt een beek met de naam Ohe.
Breddenberg heeft het karakter van een boerendorp, met enige kleine, na de Tweede Wereldoorlog gebouwde nieuwbouwwijken.
- Gemeinsame Normdatei: 2124234-3
- Library of Congress Control Number: n95097979
- Nationale Bibliotheek van Israël: 987007533219005171
- Virtual International Authority File: 132689315
- WorldCat: E39PBJqVYtbRjg4JxyRt9d9Rrq

Andervenne ·
Bawinkel ·
Beesten ·
Bockhorst ·
Börger ·
Breddenberg ·
Dersum ·
Dohren ·
Dörpen ·
Emsbüren ·
Esterwegen ·
Freren ·
Fresenburg ·
Geeste ·
Gersten ·
Groß Berßen ·
Handrup ·
Haren (Ems) ·
Haselünne ·
Heede ·
Herzlake ·
Hilkenbrook ·
Hüven ·
Klein Berßen ·
Kluse ·
Lähden ·
Lahn ·
Langen ·
Lathen ·
Lehe ·
Lengerich ·
Lingen ·
Lorup ·
Lünne ·
Meppen ·
Messingen ·
Neubörger ·
Neulehe ·
Niederlangen ·
Oberlangen ·
Papenburg ·
Rastdorf ·
Renkenberge ·
Rhede ·
Salzbergen ·
Schapen ·
Sögel ·
Spahnharrenstätte ·
Spelle ·
Stavern ·
Surwold ·
Sustrum ·
Thuine ·
Twist ·
Vrees ·
Walchum ·
Werlte ·
Werpeloh ·
Wettrup ·
Wippingen